# Dumanlı, Beyşehir
Dumanlı là một xã thuộc huyện Beyşehir, tỉnh Konya, Thổ Nhĩ Kỳ. Dân số thời điểm năm 2011 là 182 người.